# Московский городской дворец детского (юношеского) творчества
Московский Дворец пионеров — учреждение дополнительного образования детей (до 18 лет) с большим количеством детских творческих объединений, студий, художественных коллективов, объединений (кружков и секций) технического, научно-технического творчества, экологического образования, спортивных секций, объединений военно-патриотической, туристско-краеведческой направленности, информационных технологий. Расположен на правом высоком берегу Москвы-реки в районе Воробьёвы горы. Является центральным Дворцом детского творчества в России.
Здание построено в 1958—1962 годах и с 2002 года имеет охранный статус памятника архитектуры.

## История
История Дворца на Воробьёвых горах началась в 1936 году с открытия Московского городского дома пионеров и октябрят (МГДПиО). По характеристике журнала «Вожатый», МГДПиО как учреждение внешкольного образования стал «первой из лабораторий, которые создаются в Советской стране для воспитания нового человека, культурного гражданина социалистической родины». 
Первоначально Дом пионеров размещался в доме № 6 по переулку Стопани в бывшем особняке купеческой семьи Высоцких. Здание сохранило внешний облик, но «купеческое безвкусие» интерьеров было переиначено в духе времени. Дом пионеров был широко известен, именовался в народе «Гордом», или «Дом на Стопани». Уже спустя год после открытия в МГДПиО занимались около 3500 детей, работали 173 кружка и секции. 
Вскоре после открытия МГДПиО присоединил соседний особняк № 4 по переулку Стопани, где разместились кабинет юных изобретателей, авиамодельная и деревообрабатывающая мастерские, лаборатории железнодорожного и водного транспорта, связи, фотолаборатория, химическая и энергетическая лаборатории.
Помимо технических кружков, важность открытия которых определялась происходящей индустриализацией СССР, работали секции художественного творчества: оркестр, хор, музыкальная школа, школа танца, театральная студия, театр кукол, скульптурная и архитектурная мастерские, литературная и изостудия. В пионерском ансамбле песни и пляски уже в 1937 году состояли 500 человек, в организацию театральных постановок были вовлечены до 750. Литературный кружок Дома пионеров часто посещали писатели Самуил Маршак, Агния Барто, Лев Кассиль, Аркадий Гайдар, Рувим Фраерман, Корней Чуковский. Участники исторических кружков по путёвкам Дома пионеров посещали фонды Эрмитажа и ездили на раскопки в Крым, увлекающиеся географией участвовали в экспедициях в Подмосковье и на Кавказ. В предвоенные годы в Доме пионеров открылся шахматный кружок, ставший одним из сильнейших в городе. В рамках развития военно-спортивного и патриотического направления с декабря 1936 года при Доме пионеров действовал сводный пионерский полк, где готовили мастеров по военным специальностям, а в 1938 году в МГДПиО появился оборонный отдел со стрелковым кабинетом, военно-морской лабораторией, школой инструкторов по химической и противовоздушной обороне, кружки пулемётчиков и гранатомётчиков.
В годы Великой Отечественной войны МГДПиО продолжал работу. Швейные, столярные, слесарные, электротехнические кружки работали на помощь фронту, творческие студии устраивали концерты для красноармейцев. С 1942 года, когда Дом пионеров взял шефство над одним и военных госпиталей, воспитанники мастерских делали для раненых мундштуки, кисеты и платки, творческие кружки проводили для солдат музыкальные и театральные вечера. 
На фоне послевоенного патриотического подъёма, в 1945 году было учреждено Общество юных историков Москвы, объединившее исторические кружки Дома пионеров и городских школ, и воспитанники Дома пионеров принимали активное участие в подготовке к празднованию 800-летия столицы в 1947 году. В 1946 году под руководством Общества были созданы 25 тысяч творческих работ, посвящённых истории Москвы, в 1947 — 80 тысяч. За масштабную деятельность Общество получило множество наград Министерства просвещения, приняло в дар библиотеку исторической литературы. 
Развивались и другие мастерские, кружки, студии и лаборатории. Уже в 1946 году непосредственно в Доме пионеров занимались более 3 тыс. человек, а число участников концертов, конкурсов, спортивных праздников и других мероприятий достигало 35 тысяч в месяц.
На небольшой территории МГДПиО было организовано место для разнообразных занятий: перед воротами располагалась дорожка для педальных автомобилей и роликовых коньков, на аллеях были места для тихого отдыха и чтения, на спортплощадке — для тренировок и состязаний. Во дворе находились сад с плодовыми деревьями, бассейн с водоплавающими птицами, живой уголок и небольшая конюшня с жеребёнком. 
Постепенно стало ясно, что Дом пионеров не может вместить всех желающих, и в 1958 году Центральный совет Всесоюзной пионерской организации принял решение построить на Ленинских горах целый Дворец пионеров и школьников. Дворец строился на деньги, оставшиеся после VI Всемирного фестиваля молодёжи и студентов, прошедшего в Москве в 1957 году. 

### Здание на Воробьёвых горах
На объявленном в марте 1958 года главным архитектором Москвы И. И. Ловейко конкурсе на проект Дворца пионеров из четырёх работ победил проект архитекторов Моспроекта из мастерской И. Н. Соболева и Ю. Н. Шевердяева. После объявления победителя в июне того же года, решением И. И. Ловейко создан коллектив авторов, которые затем занимались проектированием и строительством Дворца: В. С. Егерев, В. С. Кубасов, Ф. А. Новиков, И. А. Покровский (авторы победившего конкурсного проекта), архитекторы Б. В. Палуй и М. Н. Хажакян и конструктор Ю. И. Ионов:26. 29 октября 1958 года состоялся торжественный митинг по поводу закладки Дворца пионеров и установлен закладной камень, на котором высечена надпись: «Городской Дворец пионеров заложен комсомольцами и молодёжью г. Москвы в честь 40-летия ВЛКСМ». Строительство Дворца было ударной комсомольской стройкой. Стройплощадку посетили известный писатель К. М. Симонов с женой Л. А. Жадовой и знаменитый философ Ж.-П. Сартр с подругой Симоной де Бовуар:29. Торжественное открытие прошло 1 июня 1962 года в Международный день защиты детей. Дворец торжественно открывали первый секретарь ЦК КПСС Никита Хрущёв, первый секретарь московского городского комитета КПСС Пётр Демичев, секретарь ЦК ВЛКСМ Сергей Павлов, председатель Центрального Совета Всесоюзной пионерской организации Л. К. Балясная, министр просвещения РСФСР Евгений Афанасенко, председатель Исполкома Моссовета Николай Дыгай, 1-й секретарь МГК ВЛКСМ Борис Пастухов и другие почётные гости.
В своей речи на церемонии открытия Н. С. Хрущёв хвалил Дворец, а тем самым поддерживал стиль советского модернизма, представителем которого являлся построенный Дворец:33:
Хорошо, очень хорошо вы всё тут сделали. Мне очень понравилась выдумка архитекторов и художников… Это сооружение я считаю хорошим примером проявления мастерства и архитектурно-художественного вкуса.
В 1971 году большие успехи Дворца пионеров в деле коммунистического воспитания были отмечены Орденом Трудового Красного Знамени. 19 мая 1972 года в 50-летнюю годовщину Всесоюзной пионерской организации на территории Дворца пионеров был открыт памятник Мальчишу-Кибальчишу, герою сказки Аркадия Гайдара, созданный по проекту скульптора В. К. Фролова и архитектора В. С. Кубасова. 19 мая 1974 года у подножия памятника была заложена капсула с землёй с могилы Гайдара, доставленная в Москву пионерами из города Канев. В 1981 году Дворец пионеров получил звание «Образцового внешкольного учреждения». 

1 сентября 1988 года был открыт филиал Дворца пионеров: Дом научно-технического творчества молодёжи около станции метро Шаболовская.
В 1992 году Московский городской Дворец пионеров и школьников был реорганизован в Московский городской дворец творчества детей и юношества. 

В 2001—2014 гг. он носил название Московский городской Дворец детского (юношеского) творчества, а с 1 сентября 2014 года вошёл в состав Государственного бюджетного профессионального образовательного учреждения «Воробьёвы горы».
На 2016 год во Дворце работали около 1300 учебных групп и коллективов по 11 образовательным направлениям, где обучались более 27,5 тысяч детей и подростков 3—18 лет.
К 1 сентября 2023 года завершилась восьмимесячная (и первая за 60 лет) реставрация Дворца пионеров: прошла комплексная реставрация пяти корпусов дворца (ранее, несколько лет назад, были отреставрированы два из семи корпусов, четвёртый и пятый), впервые за 60 лет ремонт сделали в планетарии, большом концертном, выставочном и большом гостином зале, театральном блоке и других помещениях. В здании установили лифт, что сделало дворец доступным для маломобильных детей и подростков.

## Отделы Московского Дворца пионеров
По информации официального сайта ГБПОУ города Москвы «Воробьёвы горы», на территории Московского Дворца пионеров действуют следующие образовательные центры:
- Центр технического образования
- Центр художественного образования
- Центр экологического образования[9]
- Центр астрономического и космического образования
- Театрально-творческая лаборатория
- Ансамбль песни и пляски имени В. С. Локтева
- Медиацентр «Воробей»
- Отдел оборонно-спортивной работы
- Центр социальных компетенций и управления
- Центр «Пингвин»
- ДЮСШ «Воробьевы горы»
- ДЮСШ им. М. М. Ботвинника
- Физкультурно-оздоровительный центр
- Психолого-педагогический центр «Точка роста»

## Директора Московского Дворца пионеров
- 1962—1968 — Митина Ирина Ивановна
- 1968—1982 — Грекова Ольга Игоревна
- 1983—1987 — Ляшенко Антонина Ивановна
- 1987—1989 — Кобзев Юрий Иванович
- 1990—2001 — Клятова Наталья Ивановна
- 2001—2011 — Монахов, Дмитрий Львович
- 2011—2016 — Шашков Андрей Анатольевич[10]
- 2016—2018 — Сивцова Ирина Валентиновна
- с 2018 — Мельвиль Елена Хасымовна

### Известные выпускники
- Алексин, Анатолий Георгиевич[3]
- Баруздин, Сергей Алексеевич[3]
- Бессмертнова, Наталия Игоревна[8]
- Быков, Ролан Антонович[11]
- Васильев, Владимир Викторович[8]
- Гундарева, Наталья Георгиевна[3]
- Кабо, Ольга Игоревна[8]
- Касаткина, Людмила Ивановна[3]
- Кваша, Игорь Владимирович[3]
- Кошевая, Марина Владимировна[8]
- Митта, Александр Наумович[3]
- Никоненко, Сергей Петрович[3]
- Ростоцкий, Станислав Иосифович[3]
- Синявская, Тамара Ильинична[8]
- Трифонов, Юрий Валентинович[3]

## Московский Дворец пионеров в культуре
6 января 2007 года одной из малых планет в честь Московского городского Дворца детского (юношеского) творчества (Дворца пионеров) присвоено наименование «Дворец пионеров» (международное название малой планеты — 22249 Dvorets Pionerov). Планета открыта 11 сентября 1972 года Н. С. Черных в Крымской астрофизической обсерватории и зарегистрирована в международном каталоге под номером 22249, её диаметр около 3 км, минимальное расстояние от Земли 109 млн км.